# NGC 5121
NGC 5121 est une galaxie spirale située dans la constellation du Centaure. Sa vitesse par rapport au fond diffus cosmologique est de 1 744 ± 20 km/s, ce qui correspond à une distance de Hubble de 25,7 ± 1,8 Mpc (∼83,8 millions d'al). NGC 5121 a été découverte par l'astronome britannique John Herschel en 1834.

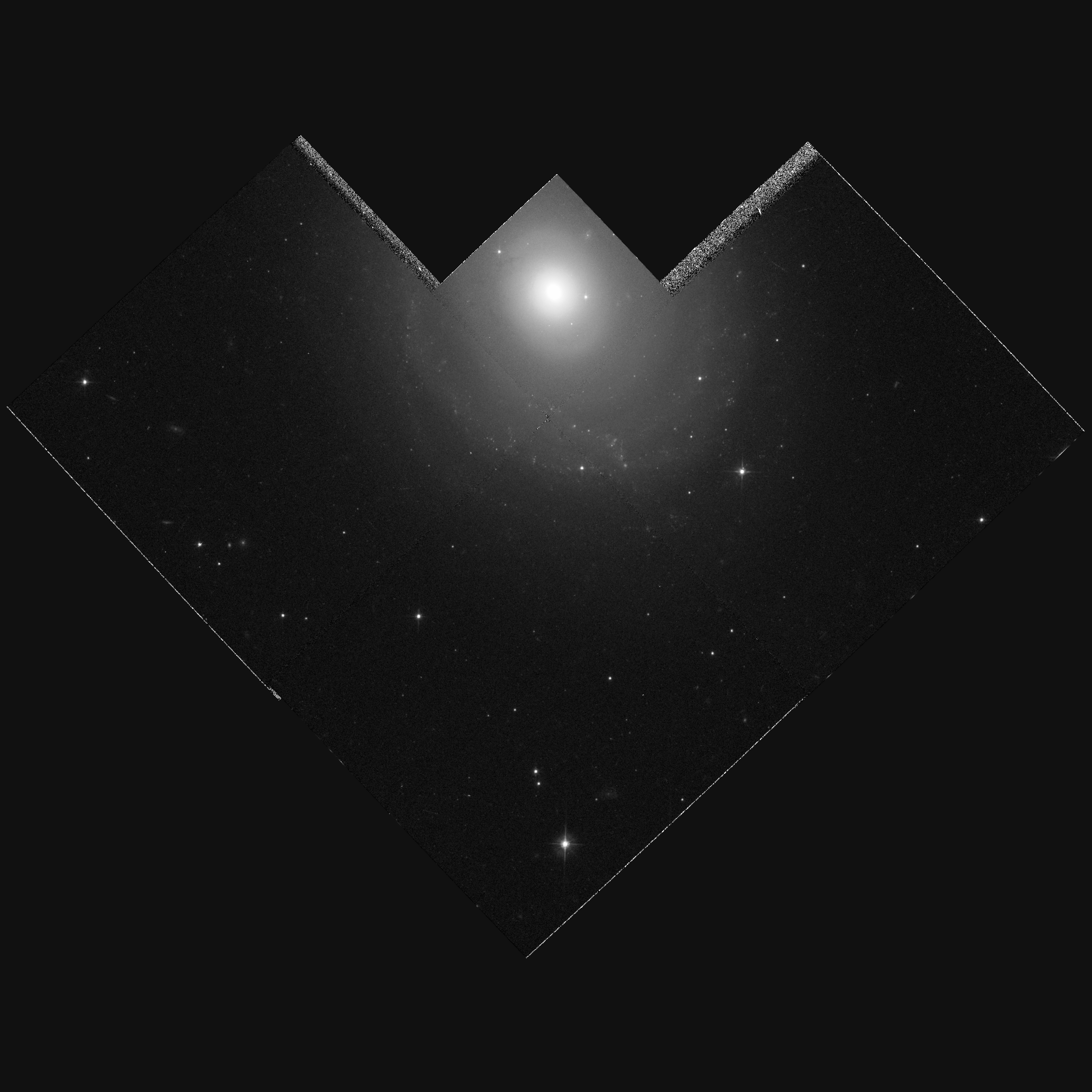
NGC 5121 par le télescope spatial Hubble.

La classe de luminosité de NGC 5121 est I et elle présente une large raie HI.
À ce jour, quatre mesures non basées sur le décalage vers le rouge (redshift) donnent une distance de 25,150 ± 2,057 Mpc (∼82 millions d'al), ce qui est à l'intérieur des valeurs de la distance de Hubble.

## Morphologie
NGC 5121 a été utilisée par Gérard de Vaucouleurs comme une galaxie de type morphologique (R')SA(rl)a dans son atlas des galaxies,.
Eskridge, Frogel et Pogge ont publié un article en 2002 décrivant la morphologie de 205 galaxies spirales ou lenticulaires rapprochées. Les observations ont été réalisées dans la bande H de l'infrarouge et dans la bande B (le bleu). Selon Eskridge et ses collègues, NGC 5121 est de type S0/a dans la bande B et de type S0 dans la bande H. NGC 5121 présente une source nucléaire brillante. Les isophotes du bulbe sont circulaires, mais ils deviennent elliptiques en s'éloignant du centre. Il n'existe aucun signe d'une barre. La luminosité de surface du disque est faible et il ne présente aucun signe de struture interne.

## Groupe de NGC 5121
Selon A. M. Garcia, NGC 5121 est la principale galaxie d'un groupe qui porte son nom. Le groupe de NGC 5121 compte au moins six galaxies. Les autres galaxies du groupe sont NGC 5121A, ESO 324-26, ESO 324-23, ESO 382-31 et ESO 382-45.